# Емельяновка (Удмуртия)
Емельяновка — упразднённая деревня в Глазовском районе Удмуртской республики. Располагалась на территории муниципального образования «Октябрьское» со статусом сельского поселения.

## Название
Ойконим от русского имени Емельян.

## География
Деревня находилась в 1 км к северу от деревни Сепыч, в 14 километрах от города Глазова на границе с Балезинским районом.

## История
Деревня была основана в середине 20-х годов XX века как сельхозартель (колхоз). В Емельяновке проживали русские и удмурты. Колхоз "Емельяновка" образован в 1929-1930 годах. К 1940 году деревня входила в Сепычёвский сельсовет. В 1950 году колхоз "Емельяновка" вошел в состав укрупненного колхоза "Труд" Сепычевского сельсовета Глазовского района с центром в деревне Сепыч. В 1957 году деревня Емельяновка вошла в состав Тат-Парзинского сельсовета. Деревня исчезла с карты Глазовского района в 60-х годах XX века. Место где стояла деревня расположено на территории МО «Октябрьское».

## Топографические карты
- Лист карты O-39-82 Красногорское. Масштаб: 1 : 100 000. Издание 1961 г.
- Лист карты O-39-XXIII Красногорское. Масштаб: 1 : 200 000. Состояние местности на 1984 год. Издание 1990 г.

На карте от 1961 года деревня нанесена. На карте 1984 года деревня Емельяновка отсутствует по причине исключения с учета.